# アーティストサポートプランニング
アーティスト サポート プランニング（英文社名：Artist Support Planning）は、愛知県名古屋市中区栄に事務所を置く日本の芸能プロダクションである。

## 概要
元歌手・アイドルの伊藤恵が音楽アーティストのマネジメント事務所として28歳で設立。
通称は、事務所名の頭文字をとりASP(エーエスピー)。
事務所のスタッフ、ファン含め、ほぼ通称で呼ばれる。

## 特色
レッスン料を取らない、男性スタッフによる女性タレントとの身体接触は禁止など、徹底した女性タレントへの配慮が特徴。

売上と配分についてもメンバーに公開し、搾取のないこと、不公平のないことを、見えるようにしていることも他の事務所ではみられない特徴である。

### 主な履歴
- 2014年12月 育成中のSparkyShadowとともにスタート。
- 2015年11月01日 LIVE & BAR space FATEをオープン。以降、SparkyShadowの定期公演などを開催。

## 所属音楽アーティスト
スパーキーシャドー
- 宮木つくし
- 白瀬りぶ
- 天望もも

### 過去の所属者
スパーキーシャドー(1期メンバー)
- 細井麻衣
- 一之瀬りこ
- 宇野マナミ
- 日向みさき
- 瀬戸莉彩

スパーキーシャドー(2期メンバー)
- 夕凪景都
- 相澤小道
- 愛珠奈々(旧名SEvEN 2021/03/21卒)